# 스타디움 메르데카
스타디움 메르데카(말레이어: Stadium Merdeka)는 말레이시아 쿠알라룸푸르에 있는 다목적 경기장이다. 
과거 말레이시아의 대표적인 경기장 가운데 하나로 손꼽히고 있으며 말레이시아 축구 국가대표팀의 홈구장이었다.

## 대회
- 메르데카 대회

## 같이 보기
- 메르데카 118
- 스타디움 느가라
- 부킷잘릴 국립경기장